# Zmago Sagadin
Zmago Sagasin, né le 1er novembre 1952, à Celje, en République socialiste de Slovénie, est un entraîneur de basket-ball slovène.

## Palmarès
- Coupe de Slovénie 1992, 1993, 1994, 1995, 1997, 1998, 1999, 2000, 2001, 2002, 2006
- Coupe de Serbie-et-Monténégro 2004
- Coupe d'Europe 1994
- Ligue adriatique 2002
- Entraîneur de l'année en Slovénie en 1992/93, 1993/94, 1994/95, 1996/97, 1997/98, 1998/99, 1999/00, 2000/01, 2001/02